# Мура (муниципалитет)
Мура (итал. Mura) — коммуна в Италии, в провинции Брешиа области Ломбардия.
Население составляет 780 человек (2008), плотность населения составляет 65 чел./км². Занимает площадь 12 км². Почтовый индекс — 25070. Телефонный код — 0364.
В коммуне 15 августа особо празднуется Успение Пресвятой Богородицы.

## Демография
Динамика населения:

## Администрация коммуны
- Официальный сайт: